# Hendrik Stein
Hendrik Preben Saxtorph Stein (født 14. juli 1874 i København, død 5. oktober 1944 sammesteds) var en dansk chefredaktør og politiker.

## Journalistisk karriere
Stein var søn af købmand Carl Frederik "Frits" Stein (1842-1899) og Johanne Albertine Ahlberg (1845-1917). Han tog præliminæreksamen 1891, studentereksamen 1893 (privat dimitteret) og blev cand.jur. 1900. I 1919 blev han overretssagfører, men deponerede sin bestalling og virkede aldrig som sagfører.
Parallelt med sin uddannelse virkede Stein som journalist, og 1896 blev han sammen med Holmer Green knyttet til konsul Theodor Greens Børsen, Ugeblad for Handel, Skibsfart og Finansvæsen. 1899 blev Børsen et dagblad og officielt organ for Grosserer-Societetet, og i 1901 overtog Hendrik Stein og Holmer Green sammen bladets udgivelse og redaktion.
Deres lederskab viste vejen for en engageret erhvervspolitisk journalistik, og andre hovedstadsblade fulgte snart efter deres eksempel og opprioriterede handels-, skibsfarts og børsstoffet. I 1916 blev Børsen omdannet til aktieselskab. Stein var til sin død medlem af dets bestyrelse og fra 1919, da Holmer Green blev kongelig bankkommissær, eneredaktør af bladet, ligeledes til sin død.
Fra 1902 til sin død var han redaktør af Greens danske Fonds og Aktier. Han virkede også som erhvervshistoriker: 1937 udgav han Omkring Københavns Børs. Børsliv i Begyndelsen af det 20. Aarhundrede og 1943 Holger Petersen.

### Tillidshverv
Hendrik Stein var medstifter og den første formand for Københavns Redaktørforening fra 1917 til 1930 og atter fra 1942 til 1944. Efter Første Verdenskrig var han medstifter af Den danske Presses Telegramudvalg. Han blev udvalgets formand til sin død, og da Statsradiofonien blev oprettet 1926, fik udvalget sat igennem, at radioens nyhedstjeneste skulle henhøre under telegramudvalget med Stein som formand for Pressens Radioavis. Han var tillige næstformand for Pressenævnet og formand fra oktober 1941 til sin død.
Hendrik Stein var 1918–22 formand for A/S Dagbladet København og 1925–31 for de Ferslewske virksomheder. Fra 1934 var han formand for Journalistforeningens seniorat og gennem mange år medlem af Foreningen Nordens bestyrelse. Desuden var han bestyrelsesmedlem i Revisions- og Forvaltnings-Institutet fra 1922 og formand for A/S Kruckow-Waldorff efter at han 1925 havde gennemført en rekonstruktion af selskabet. Fra henholdsvis 1936 og 1941 sad han i Nationalbankens repræsentantskab og bestyrelse.
Desuden næstformand for bestyrelsen for Københavnske Journalisters Pensionsfond, medlem af bestyrelsen for Foreningen til Handelsundervisningens Fremme og af bestyrelsen for Dansk-Engelsk Selskab, næstformand i Telefonabonnenternes Repræsentantskab og medlem af præsidiet for Centralkomitéen for Finlandshjælpen 1940.
Han blev Ridder af Dannebrog 10. februar 1921, Dannebrogsmand 26. marts 1934 og Kommandør af 2. grad 2. marts 1940. Han bar en række finske og svenske ordener.

## Politisk karriere
Hendrik Stein var konservativ. Han var fra 1921 til 1933 medlem af Frederiksberg Kommunalbestyrelse, fra 1925 som rådmand og 1929 som næstformand. Som formand for budgetudvalget fra 1921 stod han i spidsen for en reform af kommunens lønsystem med pensioner på forsikringsbasis, fik samlet de kommunale boligejendomme i ét stort ejendomsselskab og indledte opførelsen af et nyt domicil for Frederiksberg Bibliotek.
23. september 1932 blev Stein valgt til Landstinget for 1. kreds og var fra 3. april 1939 til sin død tingvalgt medlem og medlem af Rigsretten. 1936 blev han medlem af Landstingets Finansudvalg og var fra 1943 formand for den konservative landstingsgruppe og næstformand i rigsdagsgruppen.
Erhvervspolitisk var Stein tidligt aktiv og havde allerede før 1908 været kritisk over for P.A. Albertis foretagender. I 1920'erne var han årvågen over for kritisable forhold og usunde firmaer. Han stod for en liberal erhvervspolitik og så helst øget samarbejde mellem erhvervene på trods af interessemodsætninger mellem dem (bl.a. toldspørgsmålet).
På tinge var Hendrik Stein ordfører i de væsentligste skatte- og erhvervspolitiske forhandlinger. Han var en udtalt kritiker af Valutacentralen og af indenrigsminister Bertel Dahlgaards love om skatteudligning mellem Københavns og Frederiksberg-Gentofte Kommuner og mellem hovedstadsområdet og de fattigere kommuner i Vestdanmark.
I 1936 fik Socialdemokratiet og Det Radikale Venstre flertal i Landstinget og arbejdede for en grundlovsændring. Steins partiformand John Christmas Møller gik ind i forfatningsforhandlinger, hvilket Stein modsatte sig, og ved afstemningen i Landstinget om grundlovsforliget stemte han imod forslagets vedtagelse.

### Under Besættelsen
Under Besættelsen holdt Stein pressefrihedens fane højt og søgte at undgå censurforanstaltningerne. I 1941 blev han formand for det kollegiale nævn, der skulle behandle klager over overtrædelser af de begrænsninger i pressefriheden, som var blevet indført. Stein optrådte ofte som hovedstadspressens repræsentant ved møder med den tyske presseattaché og møder i Udenrigsministeriet.
Ved sammenbruddet af samarbejdspolitikken den 29. august 1943 indførte værnemagten militær undtagelsestilstand og internerede hovedparten af den konservative rigsdagsgruppe. Stein var da de konservatives repræsentant i de rigsdagsforhandlinger, som endte med at afslå dannelsen af en ny parlamentarisk regering og Rigsdagens indkaldelse, og som godkendte departementschefernes videreførelse af landets administration.

## Privat
Stein blev gift 23. juni 1900 i Aarhus med Olga Petra Sørensen (1. oktober 1876 i Aarhus - 5. august 1958 sammesteds), datter af entreprenør, havnebygger Søren Mine Sørensen (1841-1929) og Bodil Marie Froberg (1841-1907).
Han er begravet på Frederiksberg Ældre Kirkegård. August Tørsleff har udført et portrætmaleri af Stein. På Frederiksberg er Rådmand Steins Allé opkaldt efter ham.